# Confederazione di Stati
Una confederazione di Stati è un'associazione di Stati creata per trattato in vista dell'adozione, come è accaduto spesso, di una costituzione comune o, al contrario, per definire ambiti di collaborazione temporanei in vista di una possibile futura separazione definitiva delle entità che la costituiscono. Le confederazioni tendono ad essere istituite per trattare questioni critiche, quali la difesa, la politica estera, il commercio estero e una moneta comune, e al governo centrale viene richiesto di fornire supporto a tutti i membri. 
Una confederazione, in termini politici moderni, si limita di solito ad un'unione permanente di stati sovrani per l'esercizio di azioni comuni nei confronti di altri stati. La natura della relazione tra le entità che costituiscono una confederazione può variare considerevolmente. In modo analogo, la relazione tra gli stati membri ed il governo centrale, e la distribuzione dei poteri tra di essi, è assai variabile. 
Alcune confederazioni meno vincolanti sono simili a organizzazioni internazionali, mentre confederazioni più stringenti possono assomigliare a federazioni. Può essere dunque vista come un livello intermedio tra un insieme di Stati completamente svincolati tra loro e una federazione.

## Descrizione

### Confederazioni e federazioni
Talvolta il termine confederazione è usato erroneamente al posto di federazione. Alcune nazioni che sono sorte come confederazioni hanno mantenuto il termine nella propria denominazione dopo essere divenute ufficialmente federazioni, come la Svizzera. Gli Stati Uniti d'America erano inizialmente organizzati come confederazione in base agli Articles of Confederation e successivamente sono divenuti una federazione nel 1789, con la ratifica dell'attuale costituzione nel 1787 (dato che fu sancito, dalla costituzione stessa, che gli Articoli della Confederazione rimanessero in vigore fino al 1789). La Guerra di secessione americana è stata una conseguenza della formazione degli Stati Confederati da parte di alcuni Stati americani alleatisi tra loro con l'intento di costituire un'unione politica meno vincolante e mantenere maggiore autonomia statale.
La differenza principale tra confederazione e federazione sta nel tipo di norme che regolano i rapporti tra Stato centrale e Stati membri: nella prima infatti essi sono regolati da rapporti di tipo internazionale, con la possibilità da parte degli Stati membri di recedere dal Trattato istitutivo, mentre nella seconda i rapporti sono regolati da norme di tipo costituzionale.

### Confederazioni come evento
Come nome,  confederazione si riferisce al processo dell'organizzazione tra vari stati; ad esempio, stabilire una federazione o una confederazione. Nel Canada - una federazione relativamente decentrata - la "Confederazione" si riferisce generalmente alla legge iniziale di unione di tre colonie del Nord America britannico nel 1867, e il conseguente accorpamento di altre colonie e territori. Si può dire che la confederazione sia stata il "preludio" della "federazione".

### Il "Giorno della Confederazione" nel calendario civile
Il Giorno della Confederazione è solitamente una festività civile nelle confederazioni stesse.  Negli Stati Uniti d'America, l'espressione Confederation Day è equivalente a quella di Giorno dell'indipendenza. La stessa festa ha spesso denominazioni ufficiali o colloquiali differenti a seconda delle diverse confederazioni.  Per esempio in Canada il Giorno della Confederazione, 1º luglio, è stato rinominato Dominion Day, e più tardi Canada Day.

## Lista di entità assimilabili a confederazioni
Si noti che alcune confederazioni storiche, in particolare quelle precedenti al XX secolo, potrebbero non corrispondere all'attuale definizione di confederazione e mostrare alcune caratteristiche che oggi vengono attribuite ad una federazione.
- Lega sannitica (fine del IV secolo a.C.–inizio del III secolo a.C.) - Sanniti
- Lega italica (90 a.C.–88 a.C.) - Italici
- La Lega Lombarda, (1167 - 1250 circa) seppur di carattere principalmente militare, ebbe un governo civile formato da esponenti nominati dalle città e aventi poteri giuridici non indifferenti, ascrivibile pertanto ad una confederazione. [1]
- Corona d'Aragona (1137–1716)
- Confederazione svizzera (1291–1848) - Elvetici [2]
- Federazione dei Sette Comuni (1310-1866) in Veneto
- Confederazione polacco-lituana (1569–1795), una Rzeczpospolita con un privilegio della Szlachta polacca con differenti governi, eserciti, tesori, leggi e territori ma con comune monarca, (granduca di Lituania e re di Polonia), parlamento (Seimas, Camera dei deputati della Polonia) e moneta. Il suo fine era il raggiungimento di obiettivi politici comuni, sebbene nella realtà dei fatti l'unione si tradusse in ribellione contro il re.
  - Confederazione di Bar (Konfederacja Barska) (1768–1782)
  - Confederazione di Targowica (Konfederacja Targowicka) (1792–1795)
- Confederazione irlandese (1642–1649)
- Confederazione del New England (1643–1684)
- Stati Uniti sotto gli Articoli della Confederazione (1781–1789)
- Germania (1806–1871)
  - Confederazione del Reno (1806–1813)
  - Confederazione germanica (1815–1866)
  - Confederazione Tedesca del Nord (1867–1871)
- Confederazione argentina (1816–1861)
- Confederazione Perù-Bolivia (1836–1839)
- Stati Confederati d'America (1861–1865)
- Impero austro-ungarico (1867–1918)
- Confederazione canadese
- Benelux
- Unione di stati africani (1961-1963)
- Confederazione del Senegambia (1982–1989)
- Serbia e Montenegro (2003-2006)
- L'Unione europea, la quale costituisce un'organizzazione internazionale, presenta alcune caratteristiche di una confederazione, ma non tutte, d'altro canto presenta alcune caratteristiche di una federazione. Se da un lato esistono delle istituzioni comuni, come il Parlamento europeo, la Commissione europea, la Corte di giustizia UE, la BCE che sono tipicamente di carattere federale (poiché agiscono nell'interesse dell'Unione e non prendono direttive dagli stati) oltre ad istituzioni più propriamente confederali come Il Consiglio europeo e il Consiglio UE (in cui gli stati sono i protagonisti) dall'altro mancano alcuni aspetti come una moneta comune tra tutti gli stati membri dell'UE o una sola politica estera e difesa. All'atto pratico, si può assumere che l'UE rappresenti un'entità ibrida, a metà tra confederazione e federazione.
- Sulla scena internazionale esistono anche altre realtà riconducibili al modello confederale: l'Unione africana, l'Organizzazione per la Cooperazione di Shanghai, la Lega araba, la GUAM, la Comunità degli Stati Indipendenti, l'Unione di Russia e Bielorussia, l'ASEAN, la Mercosur o l'OTCA.